# 莱古镇区
莱古镇区，是缅甸仰光省莱古县下辖的一个镇区。

## 历史沿革
2022年4月30日，莱古镇区划归莱古县管辖。